# Burg Schweinberg
Burg Schweinberg, auch Schweinburg genannt, ist die Ruine einer mittelalterlichen Spornburg im Ortsteil Schweinberg der Gemeinde Hardheim im Neckar-Odenwald-Kreis in Baden-Württemberg.

## Lage
Die Burg liegt am östlichen Rand des Odenwalds in 345 Metern Höhe auf einem relativ niedrigen, aus Muschelkalk aufgebauten Bergsporn östlich knapp 30 Meter über dem gleichnamigen Dorf. Sie kontrollierte im Mittelalter eine von Würzburg über Tauberbischofsheim an den Untermain ziehende Straße.

## Geschichte
Die erste urkundliche Erwähnung eines edelfreien Geschlechts de Swenenburg ergibt sich
aus dem Jahr 1098. Die Burg wurde vermutlich Ende des 11. oder Anfang des 12. Jahrhunderts erbaut, der tatsächliche Erbauungszeitpunkt ist jedoch strittig. 1127 wird in einer Mainzer Urkunde ein Wolfram de Sueneburc als Zeuge genannt, 1157 findet sich die Bezeichnung Suinenburch. Der letzte Schweinberger, Kraft II., war 1167 im Gefolge des Stauferkaisers Friedrich Barbarossa bei dessen Italienfeldzug; er starb nach der Rückkehr im folgenden Jahr vermutlich an den Folgen einer Malariaerkrankung. Die Burg, die wohl in dieser Zeit ausgebaut wurde, fiel an Krafts Schwager, Konrad von Boxberg. Die Boxberger überließen Schweinberg in der Folge den Johannitern zu Wölchingen. Andere Teile der Schweinberger Herrschaft gingen an die Edelfreien von Dürn und die Grafen von Wertheim.

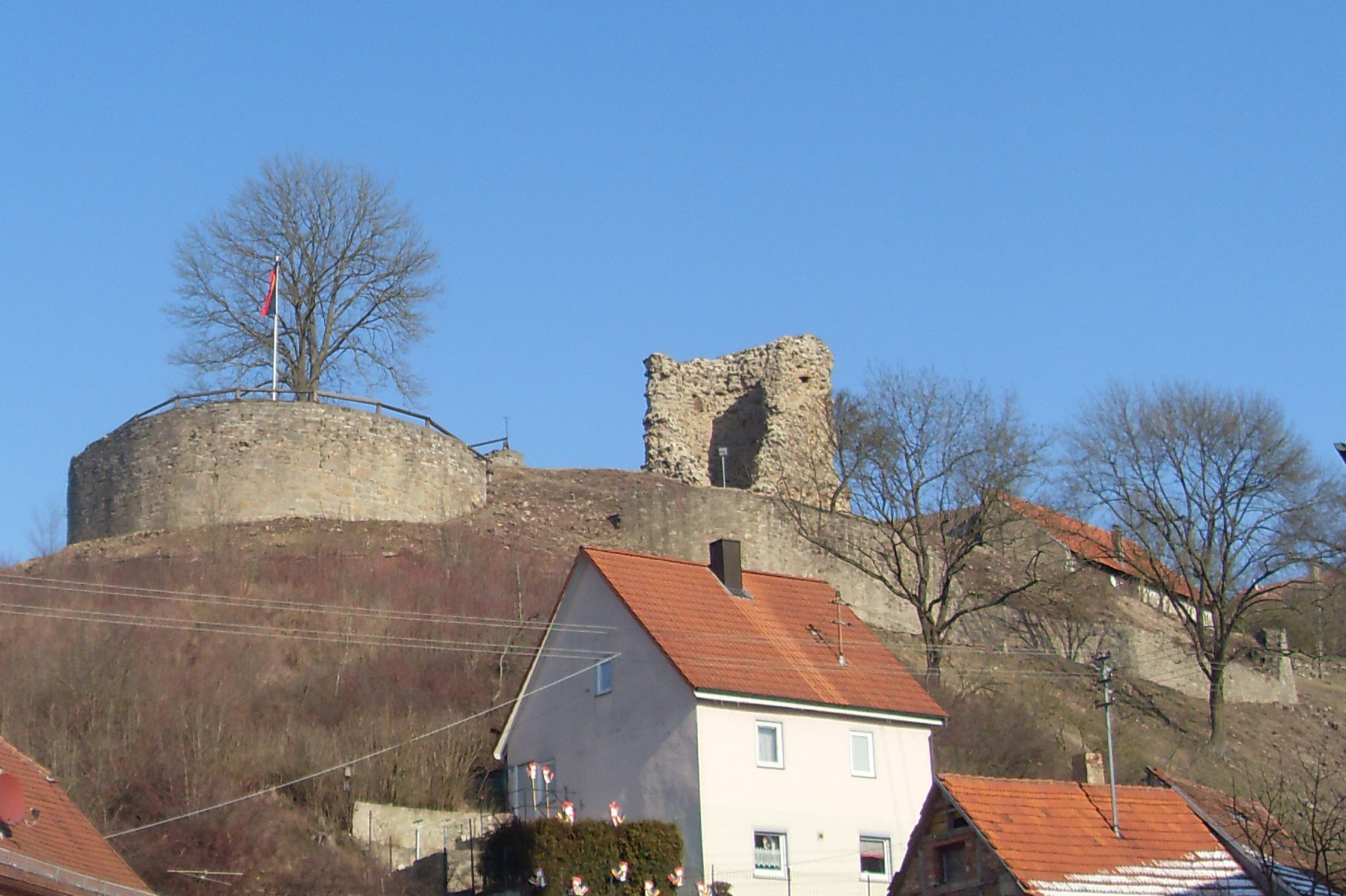
Blick vom Ort auf die Burgruine

1287 ertauschte der Würzburger Bischof Berthold II. von Sternberg die Burg Schweinberg von den Johannitern gegen die Burg Boxberg, die bisher Lehen des Hochstifts gewesen war. Konrad Rupert von Boxberg erhielt dafür vom Bischof Burg und Herrschaft Schweinberg aufgetragen, die seitdem mit Amt und Würden des herzoglichen Erbkämmerers verbunden war. 1299 übertrug der Boxberger die Burg samt zugehörigen Besitztümern an die mit ihm verschwägerten Grafen von Wertheim, die 1313 auch das Amt des Erbkämmerers an sich brachten. Die Grafen versuchten, in ihrem Herrschaftsgebiet durch die Einrichtung von Ämtern als Verwaltungseinheiten ihren Anspruch auf die Landes- und Gerichtsherrschaft durchzusetzen. Zum neuen Amt Schweinberg gehörten neben Burg und Dorf Schweinberg noch einige weitere Dörfer und Weiler. Die Fürstbischöfe betrachteten Schweinberg hingegen weiterhin als würzburgisches Lehen.
Im Zuge von Erbstreitigkeiten mit Michael I. von Wertheim kam es 1437 zur Eroberung und Brandschatzung der Burg durch das Hochstift Würzburg. Die Burg wurde jedoch 1473 wieder aufgebaut und blieb Amtssitz eines Wertheimer Ministerialen. Nach dem Aussterben der Grafen von Wertheim fielen Erbkämmereramt und Burg 1556 an den Vater der Witwe Michaels III., nach dessen Tod 1574 an den Freiherrn von Crichingen. Fürstbischof Julius Echter setzte nach längerer Fehde mit den Wertheimer Erben 1612 den Heimfall des Lehens Schweinberg durch – vor Gericht und mit Waffengewalt. Allerdings konnte der Streit nur de facto beigelegt werden, de jure währte er bis ans Ende des alten Reiches 1803. Im Dreißigjährigen Krieg wurde die Burg in Mitleidenschaft gezogen, aufgrund unterlassener Instandsetzungsarbeiten bald als baufällig bezeichnet und diente bis in die 2. Hälfte des 19. Jahrhunderts als Steinbruch. Der Bergfried wurde 1974 restauriert.

## Anlage
Von der ehemals stattlichen Burganlage zeugt vor allem der ca. 15 Meter hohe Stumpf des quadratischen Bergfrieds, der sich am östlichen Rand der Kernburg über dem weitgehend verfüllten Halsgraben erhebt. Der Turm ist großenteils seiner äußeren Verblendung aus Buckelquadern beraubt, so dass das im Fischgrätenverband errichtete Füllmauerwerk freiliegt. Ferner sind der Unterbau eines Artillerie-Rondells vom Ausbau im späten 15. Jahrhundert und geringe Reste der Umfassungsmauer erhalten.
Das Badische Landesmuseum verwahrt ein aufwändig ornamentiertes rundbogiges Doppelfenster, das vermutlich vom völlig verschwundenen Palas der Gründungsanlage stammt. Es wurde 1894 vermauert am Schweinestall des benachbarten Bauernhofs (Gelände der früheren Vorburg) aufgefunden und zusammen mit einem Kapitell nach Karlsruhe gebracht. Weitere romanische Architekturteile (Wandsäulen, Kapitelle, Friese) befinden sich im Grafschaftsmuseum in Wertheim und im Erfatal-Museum in Hardheim (siehe Weblinks).

## Galerie

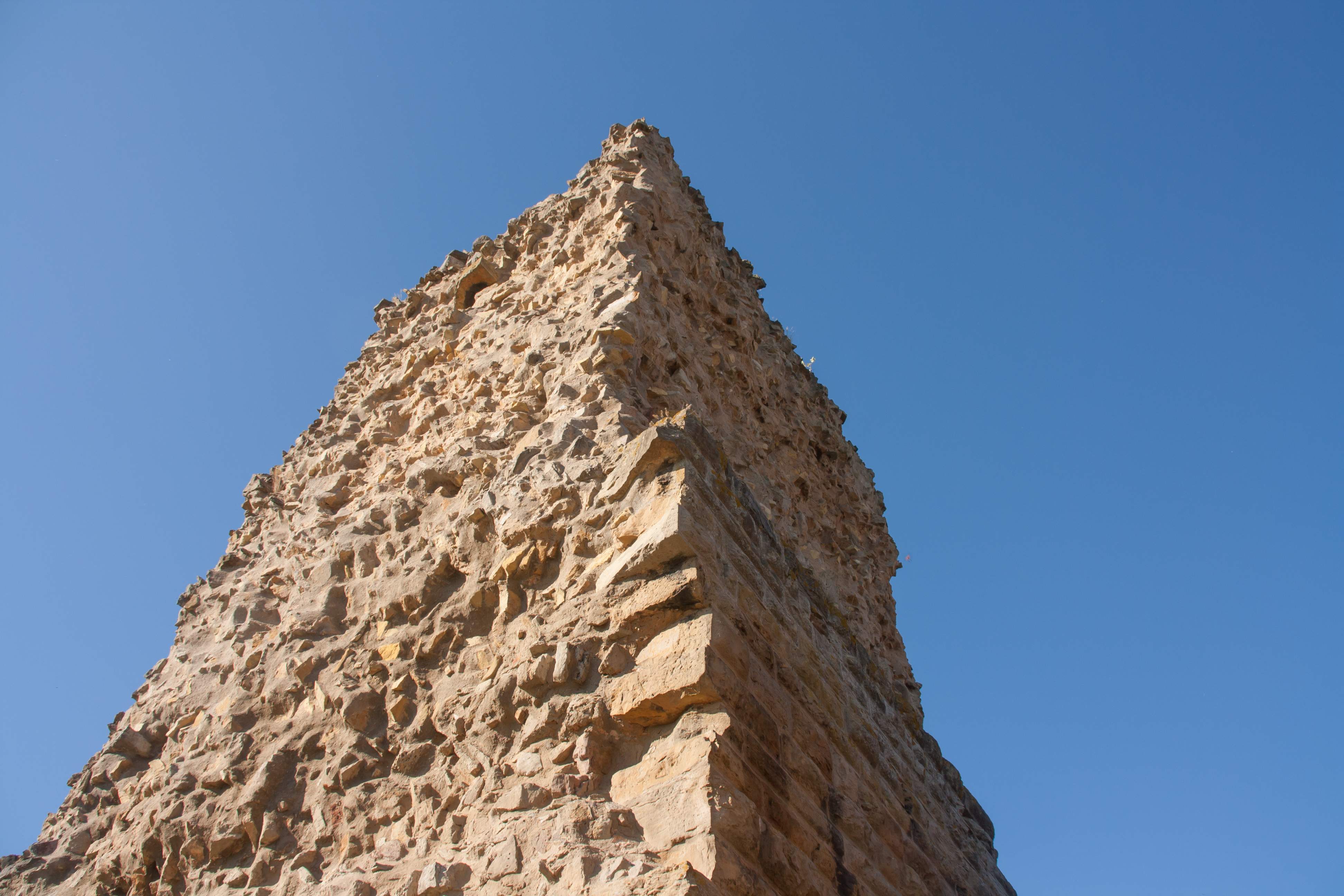
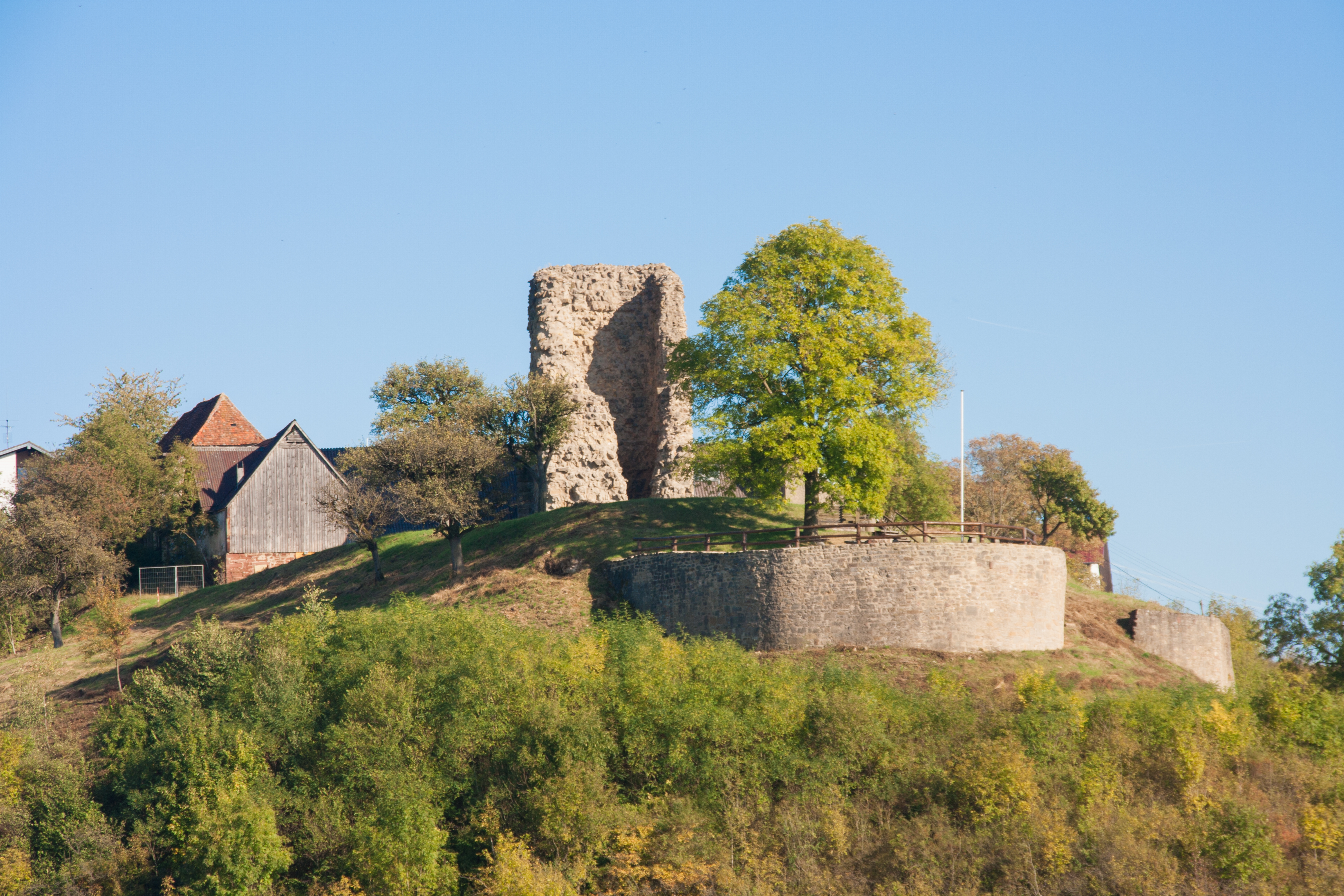
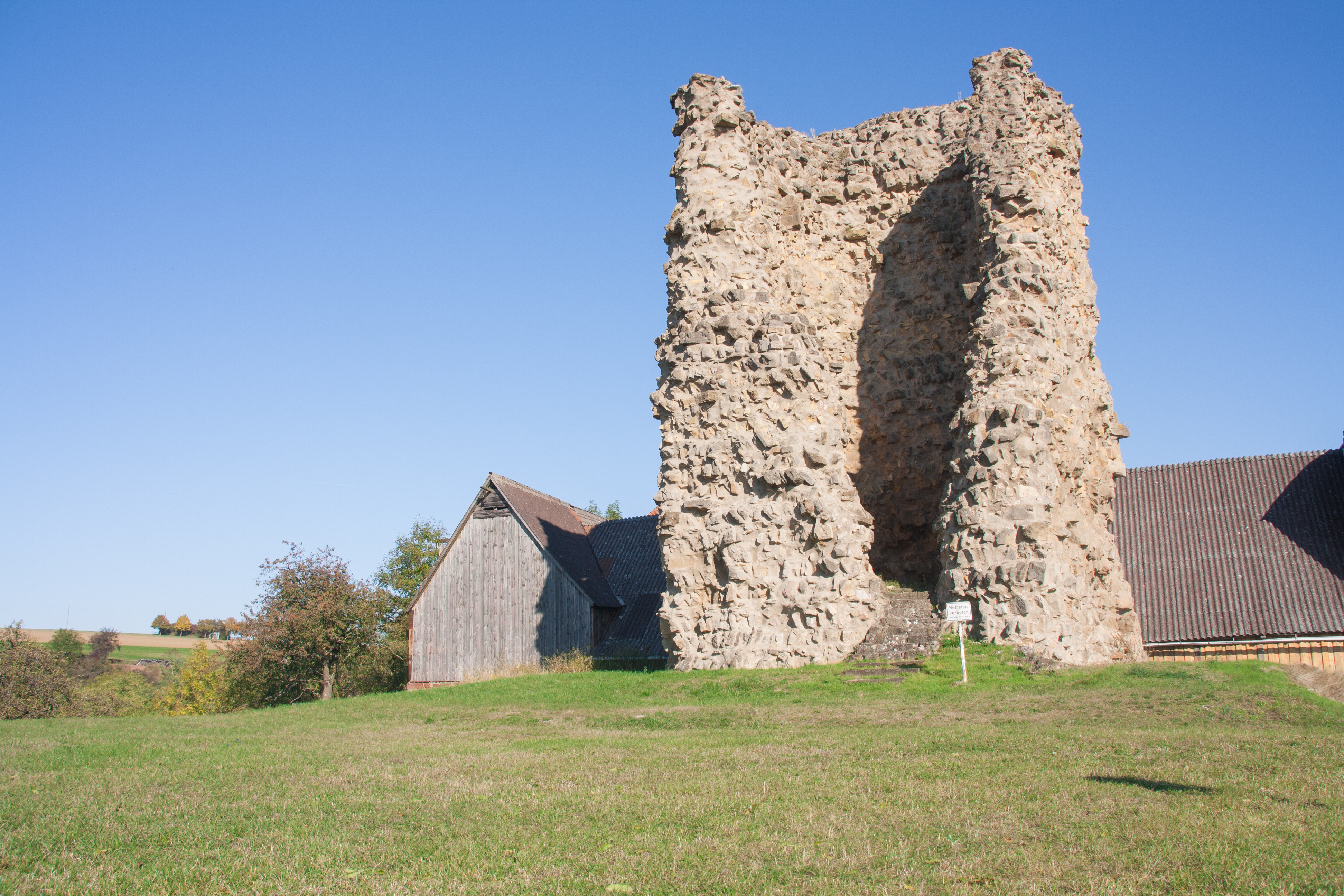
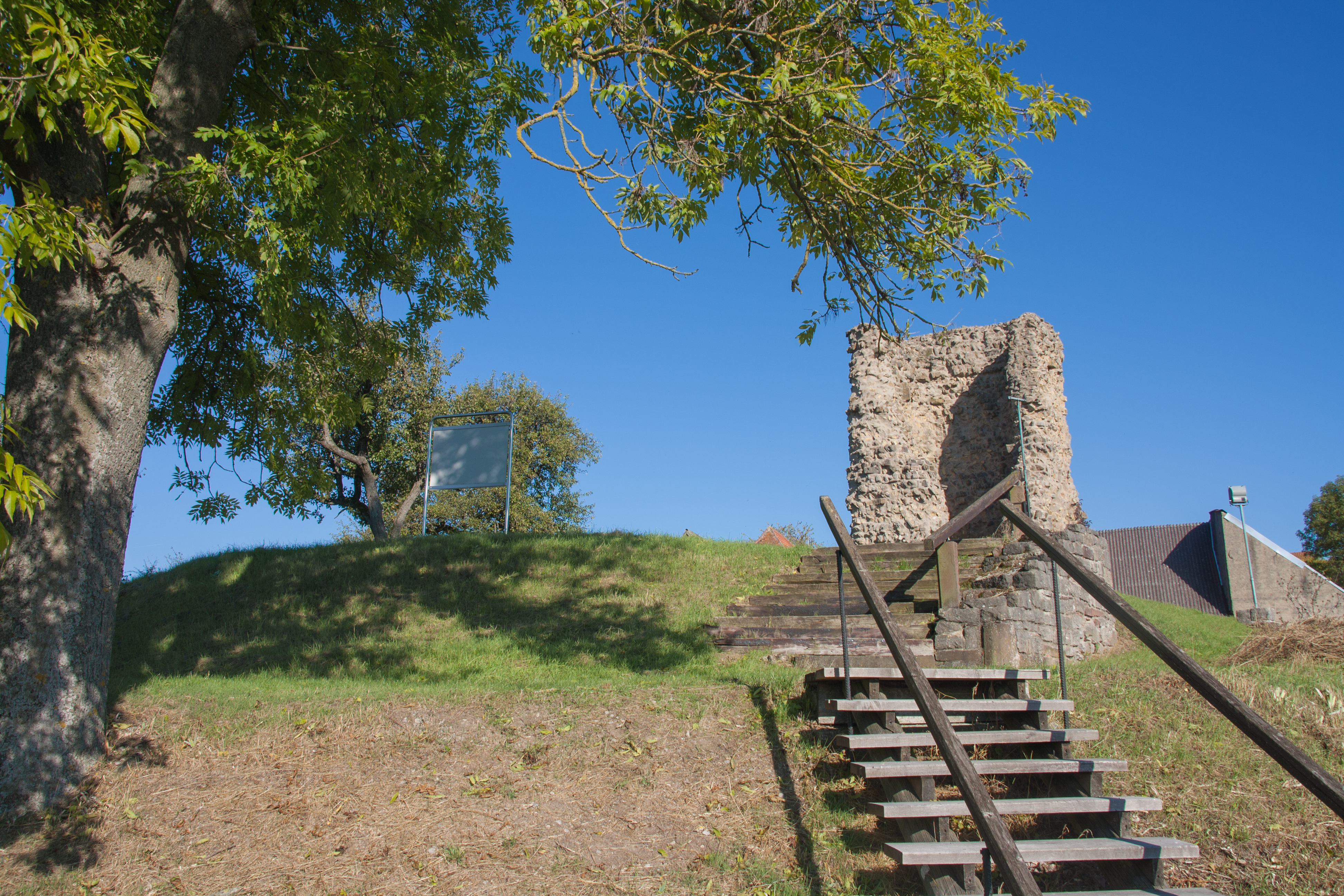
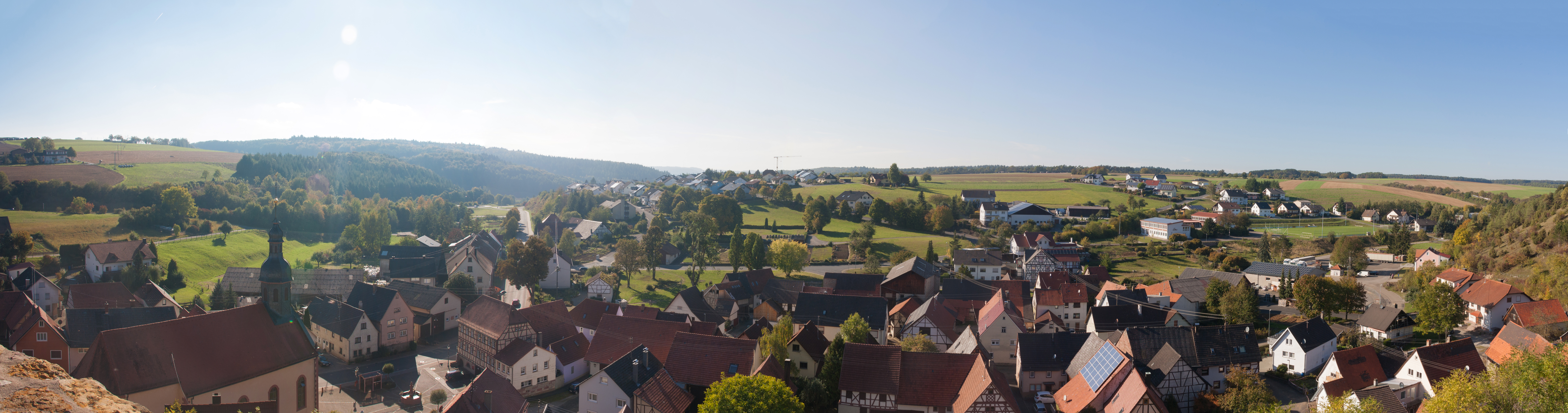